# Xã Bristol, Quận Morgan, Ohio
Xã Bristol (tiếng Anh: Bristol Township) là một xã thuộc quận Morgan, tiểu bang Ohio, Hoa Kỳ. Năm 2010, dân số của xã này là 191 người.